# Jurij Grigorovič
Jurij Nikolaevič Grigorovič (in russo Ю́рий Никола́евич Григоро́вич?; Leningrado, 2 gennaio 1927 – Mosca, 19 maggio 2025) è stato un ballerino, coreografo e direttore artistico russo, fino al 1991 sovietico.

## Biografia
Nato a Leningrado in una famiglia legata al Balletto Imperiale Russo, Jurij Grigorovič studiò all'Accademia di danza Vaganova. Dopo essersi diplomato nel 1946, ha danzato come solista per il Balletto Mariinskij fino al 1962. Parallelamente alla carriera da ballerino, già dalla fine degli anni cinquanta si affermò come coreografo grazie ad apprezzati allestimenti de Il fiore di pietra (1957) e La Leggenda dell'Amore (1961).
Dal 1964 al 1995 fu il direttore artistico del Balletto Bol'šoj, dove ottenne vasti consensi per le sue nuove coreografie de Lo schiaccianoci (1966), Spartak (1967) e Ivan il Terribile (1975). Più controversa invece fu la sua messa in scena de Il lago dei cigni (1984), specialmente per la sua decisione di dare un lieto fino al balletto. Nel 1966 fu insignito del titolo di artista del popolo della RSFSR, nel 1970 vinse il Premio Lenin, nel 1973 fu nominato artista del popolo dell'Unione Sovietica e nel 1997 ricevette il Premio di Stato dell'Unione Sovietica. Nell'ultimo decennio della sua direzione artistica del Bol'šoj la qualità della compagnia declinò e Grigorovič non riuscì ad ottenere i successi del suo primo periodo. Nel 1995 fu quindi licenziato dopo 31 anni come direttore della compagnia.
Successivamente firmò coreografie per numerose compagnia russe, prima di sistemarsi a Krasnodar e fondare una propria compagnia. Dopo la morte della moglie Natalija Bessmertnova nel 2008, Grigorovič tornò a lavorare al Bol'šoj in veste di coreografo e maestro di balletto.